# كيفن جريفي
كيفن جريفي (بالإنجليزية: Kevin Grevey)‏ مواليد 12 مايو 1953 في هاملتن، هو لاعب كرة سلة أمريكي معتزل. بدأ مسيرته الاحترافية في سنة 1975. تم اختياره من قبل فريق واشنطن ويزاردز خلال الدرافت. حمل الرقم 35. يبلغ طوله 6 قدم 5 بوصة (2.0 م). اعتزل اللعب في 1985. فاز بلقب دوري إن بي إيه. أحرز خلال مسيرته في الإن بي إيه 7364 نقطة بمعدل 11.0 نقطة في المباراة الواحدة. لعب مع واشنطن ويزاردز وميلووكي باكز.

## روابط خارجية
- كيفن جريفي على موقع إن بي أي (الإنجليزية)
- كيفن جريفي على موقع سبورتس رفرنس (الإنجليزية)
- كيفن جريفي على موقع كلية كرة السلة في سبورتس رفرنس.كوم (الإنجليزية)
- كيفن جريفي على موقع ريلجم (الإنجليزية)
- كيفن جريفي على موقع بروبوليرز (الإنجليزية)